# Кіна
Кіна (англ. Kina) (код ISO 4217 — PGK, символ — K) — національна валюта Папуа Нової Гвінеї. Складається з 100 Тойя (англ. Toea).

## Історія
У колоніальні роки на території Німецької Нової Гвінеї використовувалися німецькі марки, а також спеціальні монети німецької Компанії Нової Гвінеї в марках та пфенігах, випущених в 1894 році. З переходом в 1899 році влади в колонії до імперської адміністрації ці монети були вилучені та замінені загальнодержавними. У 1914 році випускалися ноти казначейства в марках.
На території Британської Нової Гвінеї в обігу були спочатку британські фунти стерлінгів. 1 вересня 1906 в Папуа, а 12 вересня 1914 року в Новій Гвінеї були введені австралійські фунти, а в 1929 році — спеціальні монети Території Нова Гвінея в пенсах і шилінгах (карбувалися до 1945 року). Під час японської окупації застосовувалися випущені для Океанії (включаючи острови Гілберта, Бруней, Саравак, Північний Борнео і Соломонові Острови) купюри серії О в 1/2, 1, 10 шилінгів і 1 фунт стерлінг. Після закінчення Другої світової війни у Новій Гвінеї знову були введені в обіг австралійські фунти, а 14 лютого 1966 року — австралійські долари.
Після отримання Новою Гвінеєю незалежності 19 квітня 1975 були випущена нова національна валюта — кіна. Австралійський долар втратив силу законного платіжного засобу 1 січня 1976 року.
У квітні 1985 року випущена перша пам'ятна банкнота. 19 квітня 2007 вилучено з обігу монети в 1 і 2 тоеа.

### Монети
В обігу знаходяться монети номіналом: 5 тойя, 10 тойя, 20 тойя, 50 тойя, 1 та 2  кіна.